# Ramona Straub
Ramona Straub (Titisee-Neustadt, 19 de septiembre de 1993) es una deportista alemana que compite en salto en esquí.
Ganó una medalla de oro en el Campeonato Mundial de Esquí Nórdico de 2019, en la prueba de trampolín normal por equipo. Participó en los Juegos Olímpicos de Pyeongchang 2018, ocupando el octavo lugar en el trampolín normal individual.

## Palmarés internacional
| Campeonato Mundial | Campeonato Mundial | Campeonato Mundial | Campeonato Mundial |
| Año                | Lugar              | Medalla            | Prueba             |
| ------------------ | ------------------ | ------------------ | ------------------ |
| 2019               | Seefeld (Austria)  | Medalla de oro     | TN por equipo      |